# Трансметрополитен
«Трансметрополитен» (англ. Transmetropolitan) — серия комиксов в стиле посткиберпанк, автором сценария которой является Уоррен Эллис, а художником-иллюстратором — Дэрик Робертсон. Сначала комикс издавался под маркой Helix, принадлежащей издательству DC Comics. Но по прошествии года успешных продаж серия стала издаваться под маркой Vertigo, а Helix Comics были упразднены. В комиксе рассказывается о жизни и борьбе Спайдера Иерусалима, гонзо-журналиста дурной репутации. Прототипами главного героя являются родоначальник гонзо-журналистики Хантер С. Томпсон и писатель Эрнест Хемингуэй.
Спайдер Иерусалим посвящает себя борьбе с коррупцией и дурным использованием власти двумя, следующими друг за другом, президентами США. Он и его ассистентки пытаются не дать своей стране превратиться в ещё большую антиутопию, чем она уже является. Этому и помогает и мешает литературная слава и репутация, которой добился Спайдер своими статьями.
Действие происходит в будущем, на пороге технологической сингулярности, когда новые изобретения, идеологии и даже религии появляются каждый час. Широко используется такие технологии как ИИ, наноассемблеры, крионика и генная инженерия. Однако мир не превратился в трансгуманистическую утопию: остались бедность, коррумпированные политики, убийства и прочие проблемы современного мира.
Данная ежемесячная серия начала выходить в 1997 году и завершилась в 2002. Позже она была перепечатана в виде десяти томов в бумажной обложке. В серию входят также два спецвыпуска, в которых сценки из жизни Спайдера Иерусалима иллюстрированы множеством разных комиксистов (Мне тут тошно! и Грязь города).

## Сюжет
В начале повествования Спайдер Иерусалим — длинноволосый отшельник. Он живёт в надёжно укреплённом убежище в горах, переехав сюда из Города. Такую жизнь он ведёт вот уже пять лет. Пропитание себе добывает писательским ремеслом. Тем не менее, из-за неизбывной лени на нём повисает долг в две книги. Из-за этого издатель, о котором Спайдер отзывается исключительно непечатно, угрожает засудить его. Иерусалим вынужден сложить вещи в машину и поехать на юг — назад, в Город. Место, олицетворяющее консумеризм, секс, насилие и наркотики. Название Города в комиксах никогда не упоминается. Но, поскольку там присутствует статуя, очень похожая на Статую Свободы, скорее всего это Нью-Йорк. Город является крупнейшим в мире, политическим и социокультурным центром. Иерусалим возвращается на работку к своему старому издателю и партнеру Митчеллу Ройсу. Последний к началу повествования работает редактором «Ворд», крупнейшей газеты Города. Первое задание Спайдера состоит в освещении попытки сепаратистского отделения от Города района Энджелс 8. Попытка проводится движением трансаентов (группы людей, которые осуществляют над собой генетические модификации, базированные на ДНК пришельцев, с целью эволюции в другой вид существ), возглавляемых Фредом Крайстом. Бывший менеджер рок-группы и импресарио, по мнению многих похожий на Малькома МакЛарена, он является старым знакомым Спайдера. Иерусалиму удаётся остановить беспорядки и последующее за ними насилие полицейских, после чего его жестоко избивают по пути к дому полицейские.
Первая из двух сюжетных линий концентрируется на взаимоотношениях Иерусалима с текущим президентом, человеком по кличке «Зверь». Вскоре у Спайдера появляются две помощницы, Елена Россини и Шэннон Ярроу (обычно называемыми Спайдером «мерзкими ассистентками»), которые помогают ему в журналистской борьбе.
Вторая сюжетная линия рассказывает о выборах и коррумпированном правлении Гарри Калахана по кличке «Улыбчивый». Вскоре становится ясно, что он ещё хуже Зверя, которого так отчаянно хотел сместить Спайдер. Расследования Иерусалима вскоре развенчивают хорошо подчищенную предвыборную биографию президента, вскрывают аморальную тактику предвыборной кампании, в частности убийство менеджера по избирательной кампании Улыбчивого, Виты Северн, одной из немногих женщин, к кому Спайдер испытывал искреннюю симпатию.
Кульминацией сюжета является триумф Спайдера над Калаханом, и преждевременное удаление от дел первого, по состоянию здоровья. Иерусалим возвращается на свою любимую гору, борясь с дегенеративной неврологической болезнью, симптомы которой схожи с болезнью Альцгеймера и болезнью Паркинсона. К этому моменту, Спайдер достиг в жизни всего, чего хотел. Он уверен, что ни Улыбчивый, ни Зверь больше его не побеспокоят. Иерусалим убеждает окружающих в том, что, скорее всего, никогда больше не будет писать и что шансы стабилизации его состояния очень малы (в районе двух процентов). Шансы выздоровления же практически ничтожны (чуть меньше одного процента). Шэннон и Елена заботятся о нём, оставаясь помощницами на всю жизнь.
В конце истории, когда все остальные ушли и Спайдер остался один в саду, он достает незажженную сигарету и пистолет, приближает последний себе к голове, как будто готовясь застрелиться — и зажигает им сигарету. Затем начинает маниакально хохотать и выкрикивает: «Один процент!» Комикс заканчивается на этом моменте, который, учитывая предыдущее заявление Иерусалима о том, что он никогда не сможет зажечь сигарету самостоятельно, оставляет читателя в уверенности, что Спайдер входит в пресловутый один процент везунчиков, в очередной раз избежав почти верной смерти.

## Политика
Этот комикс по общему мнению является выражением взглядов Эллиса на политику и консумеризм. Эллис назвал Трансмет комиксом, благодаря которому он наконец смог сбросить камень с души.
Некоторые персонажи и события в Трансметрополитене базируются на реальных прототипах. Сам Спайдер Иерусалим (названный так в честь автора научной фантастики Спайдера Робинсона) представляет собой изображение гонзо-журналиста, журналиста-обличителя типа Генри Менкена и Хантера С. Томпсона. Если рассматривать в таком аспекте, то Иерусалима можно назвать братом Дяди Дюка из Дунсберри Гарри Трюдо. И Улыбчивого и Зверя можно идентифицировать с врагом Томпсона, президентом США Ричардом Никсоном, особенно если учитывать ключевые моменты в карьере Никсона, а именно Речь  Чекерса и отлет на вертолете из Белого дома. Оба персонажа иллюстрируют фразу Никсона: «Если это делает президент, значит это не может быть незаконным». Со своей приклеенной улыбкой и фальшивым имиджем человека, болеющего душой за народ, Улыбчивый также напоминает Тони Блэра. Блэр занимал должность премьер-министра Великобритании в то время, когда писался комикс. Массовые волнения и стычки с полицией, изображенные в произведении, могли быть инспирированы общественным недовольством 1960-х и ранних 1970-х. Роберт Кеннеди также сильно напоминает Улыбчивого, особенно если вспомнить что его любимой книгой был Улисс.
Более конкретная отсылка к политическим событиям 1970-х в Америке появляется позже, в той части, когда в Городе было введено военное положение. Группа студентов протестовала против присутствия полиции в их общежитии. В действия протеста входило наклеивание смайликов на шлемы и броню полицейских. Один студент потянулся в карман куртки за «мини-Создателем». На секунду он стал похож на человека, вытаскивающего оружие. Реакцией полиции был массовый расстрел большинства собравшихся протестантов. Этот момент является почти дословным пересказом событий в Кентском университете, в которых четыре безоружных студента были застрелены Национальной Гвардией в ходе протеста против войны во Вьетнаме. Одна из страниц комикса, где изображена рыдающая студентка, склонившаяся над трупом друга — это прямая отсылка к известной фотографии, на которой изображена Мэри Энн Векчио, склонившаяся над телом Джеффри Миллера. В сюжете Трансметрополитена, как и в реальной жизни, бойня привела к массовым протестам и восстаниям.
Также в одном из эпизодов Эллис поднял тему противоречивого убийства Стивена Лоуренса, совершенного на расовой почве в Англии в 1993 году. Тогда обвиняемые вышли на свободу с полностью снятыми обвинениями. Вместо расовой почвы убийство в комиксе было содеяно по причине генетической дискриминации. Также это может быть потенциальной отсылкой к Мэттью Шепарду, гомосексуалу, который был жестоко избит и оставлен умирать. Одним из убийц Шепарда был мормон-священник, а один из убийц Локвуда в комиксе напоминал типичного мормона (включая футболку с буквами LDS на ней).
В девятом томе сексуальные отношения президента с трансаентными проститутками подтверждаются, когда Спайдер сумел прочитать генетический профиль Каллахана с платья одной из них. Это прямая отсылка к скандалу с платьем Моники Левински.
Кроме того, один из постеров предвыборной кампании Улыбчивого имел заголовок «должны быть пределы свободе», который является прямой цитатой из речи Буша-младшего. Он сделал эту ремарку в ходе предвыборной гонки 2000 года, в ответ на веб-сайт, который пародировал его предвыборную кампанию.
Не все отсылки Трансмета чисто политические: один из наиболее часто встречающихся постеров, расклеенных в рамках предвыборной кампании Улыбчивого — улыбающееся лицо, изображенное на фоне ярких колец, — очень похоже на логотип Джокера из фильма «Бэтмен» Тима Бертона. Также, в одном из эпизодов, есть явная отсылка к фильму «Бойцовский клуб» — компания «Durden Demolitions», сносящая взрывчаткой небоскрёбы. Ещё в одном из эпизодов есть изображение человека в капюшюне и темных очках по имени Тед. Его внешность напоминает фоторобот Теда Качинского, более известного, как Унабомбер.
В другом эпизоде Спайдер предлагает своему информатору из полиции взять псевдоним «Глубокий Минет» — отсылка к «Глубокой Глотке», осведомителю прессы из ФБР.

## Издания
Сначала серия издавалась под маркой Helix, специализирующейся на научной фантастике и принадлежащей DC Comics. Когда эта марка была упразднена, Трансметрополитен стал единственной серий, выпускавшейся под данной маркой, которую не отменили. Серию продолжили издавать под маркой Vertigo, начиная с номера 13. Все тома комикса сейчас переизданы Vertigo.

## Краткое содержание
Том № 1Обратно на улицу — № 1—3
Мы присоединяемся к нашему герою, богу-королю журналистов, Спайдеру Иерусалиму. Пять лет он жил на Горе, в тихом и спокойном отрешении от всего мирского, единственными неожиданностями в котором являются редкие попытки убийства. У него было время отрастить длинные волосы и посвятить все внимание исследованию действий новых наркотиков. К сожалению, с ним связывается редактор Драйвен Пресс Групп, которому Иерусалим все ещё должен две книги из пяти. Чтобы избежать судебного преследования, Спайдер возвращается в Город, где возобновляет работу на старом месте, в газете «Ворд», в качестве журналиста. Из-за инцидента с душем он теряет все свои волосы, а также предотвращает большой бунт. И это только начало.
Том № 2Жажда жизни — № 4—12
Спайдер в очередной раз просыпается знаменитым, после того как ему удалось остановить бунт трансаентов в районе Энджелс 8. Он приобретает (и теряет) свою ассистентку, начинает работу над первой из двух обещанных издателю книг, отдаётся телевидению (ненавидит его), религии (ненавидит её) и сохранению других культур (на удивление не ненавидит его). Тем временем экс-жена назначает награду за его голову, притом её голова заморожена в банке. Его преследует кастрированная разумная полицейская собака, которая хочет отомстить Спайдеру за потерю своих гениталий.
Том № 3Год ублюдка — № 13—18 + история от Vertigo: Лезвие зимы II
События начинают развиваться стремительно, когда Спайдер начинает опять писать о политике. Ему навязывают вторую ассистентку, он вновь начинает потреблять эпические дозы наркотиков и раздражать разных кандидатов в президенты, один из которых организует убийство той, в которую Спайдер начинает влюбляться.
Том № 4Новое отребье — № 19—24 + история от Vertigo: Лезвие зимы III, «Следующие зимы»
Усилия Спайдера не дать Гарри Каллахану, также известному как Улыбчивый, занять пост президента оканчиваются впустую. Тем временем Елена признается на вечеринке, что она переспала со Спайдером, а также в том, что она на самом деле не племянница Ройса.
Том № 5Одинокий город — № 25—30:
Расследуя оправдание расистской банды и беспорядки в полицейском участке на улице Данте, Спайдер понимает, что Улыбчивый систематично заставляет замолчать всех, кто может его дискредитировать.
Том № 6Надувательство — № 31—36:
Соблюдая секретность, Спайдер собирает доказательства и начинает атаку на президента. Несмотря на то, что президент отбивается, и даже вынуждает «Ворд» уволить Спайдера, тот умудряется избежать выселения и умышленно растворяется в городе.
Том № 7Мусор Спайдера — № 37—42:
Вновь независимый от «Ворд», Спайдер начинает публиковать статьи эксклюзивно через фидсайт «Хоул», но происходящее не так просто, как кажется.
Том № 8Панихида — № 43—48:
Спайдер пострадал во время шторма. Во время реабилитации у него обнаруживают дегенеративную болезнь мозга. Как только шторм утихает, Спайдер и его ассистентки узнают, что кто-то уничтожил записи и доказательства, без которых они не могут продолжать борьбу с Улыбчивым.
Том № 9Исцеление — № 49—54:
Мозг Спайдера может сбоить, и профессиональные убийцы, посланные президентом, могут явиться по душу журналиста в любой момент. Но он уверен в себе, он вновь работает над делом и наконец находит гвозди для крышки гроба Улыбчивого. Но даже будучи вооружённым такими вещами как Ножка Стула, Несущая Правду, враги Спайдера, на хаотичных улицах и в его собственной голове могут все ещё победить. А может, его крестовый поход вдохновит кого-то на поиски правды?
Том № 10Ещё раз — № 55—60:
Улыбчивый вводит в Городе военное положение, и Спайдер едва успевает уберечься от убийства перед тем, как укрыться в доме отца Елены. После того как резня, произведённая отрядом Национальной гвардии достигает прессы и публики, первая находит в себе силы выступить против президента. Финальное противостояние Каллахана и Иерусалима происходит на улице Данте.
Том № 0Истории человеческого мусора (содержат Я ненавижу здесь находиться и Грязь города)
Коллекция колонок Спайдера, написанных во время работы в «Ворд», каждая иллюстрирована разными художниками. Также содержит короткий рассказ от Vertigo, в котором Спайдер излагает свой взгляд на рождественские праздники (он их ненавидит).

## Сувениры
- Было выпущено несколько товаров, относящихся к Трансметрополитену. Сам Робертсон выпустил две футболки, обе чёрного цвета. На одной из них изображен Спайдер с подписью: «Спайдер Иерусалим. Дешев. Но не настолько дешев, как твоя подружка». Вторая изображает трёхглазый смайлик с подписью «Я Ненавижу Здесь Находиться».
- DC Direct произвела три продукта. Сначала была произведена фигурка Спайдера, на которой были только трусы, демонстрирующая все его татуировки. Вторая статуэтка также изображала обнаженного Спайдера, сидящего на унитазе и разговаривающего по мобильному телефону. Но наиболее популярным продуктом была копия разноцветных очков Спайдера.

## Экранизация
Уоррен Элис и Дэрик Робертсон не раз говорили о возможной экранизации Трансметрополитена. В феврале 2003 года соавторы безуспешно пытались продать права компании Flying Freehold. Позже они высказали идею создания анимационного онлайн-сериала, в котором Спайдера должен был озвучивать Патрик Стюарт, но проект так и не был реализован. По словам соавторов, если их работа когда-нибудь будет экранизирована, то в главной роли они хотели бы видеть Тима Рота.

## Критика и отзывы
- Спайдер Иерусалим занял 45 место в списке 100 лучших героев комиксов по версии IGN.[2]